# Stigmella triumfettica
Stigmella triumfettica là một loài bướm đêm thuộc họ Nepticulidae. Nó được miêu tả bởi Scoble năm 1978. Nó được tìm thấy ở Nam Phi (Nó đã dược miêu tả ở the Pretoria District in Transvaal).
Ấu trùng ăn Triumfetta species. Chúng có thể ăn lá nơi chúng làm tổ.